# Engel Peaks
Engel Peaks är en bergstopp i Antarktis. Den ligger i Västantarktis. Argentina, Chile och Storbritannien gör anspråk på området. Toppen på Engel Peaks är 1 460 meter över havet, eller 294 meter över den omgivande terrängen. Bredden vid basen är 2,1 km.
Terrängen runt Engel Peaks är kuperad österut, men västerut är den platt. Trakten är obefolkad. Det finns inga samhällen i närheten.